# Geschlechtliche Selbstbestimmung
Geschlechtliche Selbstbestimmung heißt, dass amtlich und rechtlich die Geschlechtsidentität und nicht das biologische Geschlecht maßgeblich ist. Personen mit Varianten der Geschlechtsentwicklung, transidenter oder nichtbinärer Identität sollen selbst über ihre geschlechtliche Identität bestimmen.

## Forderung nach geschlechtlicher Selbstbestimmung
In der Regel wird unmittelbar nach der Geburt anhand körperlicher Merkmale das Geschlecht eines Kindes bestimmt, wobei von zwei Geschlechtern ausgegangen wird. Diese Zuordnung soll geändert werden können, wenn sie später der eigenen Geschlechtsidentität widerspricht. Geschlechtliche Selbstbestimmung beinhaltet den Zugang zu geschlechtsangleichenden Behandlungen ohne psychiatrische Begutachtung. Die Forderung nach geschlechtlicher Selbstbestimmung bezieht sich häufig auf transgeschlechtliche und nicht-binäre Personen.  Sie ist ein wichtiges Ziel von Teilen der LGBT-Bewegung.
Auch intergeschlechtliche Personen fordern ein Recht auf geschlechtliche Selbstbestimmung. Häufig wurden intergeschlechtliche Personen in der frühen Kindheit medizinisch nicht notwendigen Eingriffen unterzogen. Solche Operationen sollen nicht mehr durchgeführt werden und die geschlechtliche Vielfalt soll anerkannt werden.
Die  internationalen Kampagne Stop Trans Pathologization fordert unter anderem geschlechtsangleichenden Behandlungen auf Basis von Freiwilligkeit und ohne Pathologisierung und Paternalismus. Die Yogyakarta-Prinzipien verstehen geschlechtliche Selbstbestimmung als ein Menschenrecht.

## Kontroversen
Die gesetzliche Verankerung geschlechtlicher Selbstbestimmung wird kontrovers diskutiert. Die Ablehnung geschlechtlicher Selbstbestimmungsrechte für trans- und intergeschlechtliche Menschen ist insbesondere für die religiöse Rechte und damit zusammenhängende Teile der Anti-Gender-Bewegung ein verbindendes Element. Darüber hinaus wird die Debatte auch innerhalb des Feminismus ausgetragen, wo sich ein sozialkonstruktivistisches Verständnis von Geschlecht und eine stärker auf biologische Merkmale fokussierte Auffassung gegenüberstehen. Befürwortende geschlechtlicher Selbstbestimmung sehen in der Möglichkeit, den Personenstand mit einem barrierefreien Verwaltungsakt zu ändern, einen wichtigen Schritt gegen die Pathologisierung und Diskriminierung von trans- und intergeschlechtlichen Menschen. Stärker auf die Unterscheidung von Sex (biologisches Geschlecht) und Gender (soziales Geschlecht) bestehende Feministinnen sehen darin eine Gefahr für die Sicherheit von cis Frauen und eine Bedrohung für Frauenrechte. Kritiker befürchten, dass gesetzliche verankerte geschlechtliche Selbstbestimmung zu Beliebigkeit in Bezug auf den Geschlechtseintrag und fehlender Dauerhaftigkeit und Konsistenz des Personenstandsregisters führe. Die Diskussion dreht sich häufig um die Beteiligung von trans Menschen im Sport sowie um die Sorge um die Sicherheit geschützter und geschlechtergetrennter Räume wie Toiletten oder Umkleidekabinen für Frauen, die durch Personen, deren biologisches Geschlecht männlich ist, beeinträchtigt sei oder gefährdet sein könnte. Darüber hinaus wird eine Gefährdung der physischen wie psychischen Unversehrtheit von Kindern und Jugendlichen befürchtet. Deren besonderes Schutzbedürfnis betonen auch Befürworter geschlechtlicher Selbstbestimmung mit dem Argument, dass die Anpassung von Vornamen und Personenstand ohne bürokratische oder medizinische Hürden in einer pubertären Identitätskrise einen Ausweg bieten kann, der nicht an irreversible körperliche Veränderungen durch eine Hormonbehandlung gebunden ist. Kontrovers diskutiert wird auch der Umgang mit geschlechterbezogenen Quotenregelungen, da befürchtet wird, dass cis Männer durch eine Änderung des Geschlechtseintrag über für Frauen vorgesehene Quoten gewählt werden oder Förderung enthalten könnten.

## Gesetzgebung in einzelnen Ländern

### Deutschland

#### Transsexualität
In Deutschland wird die Änderung der personenstandsrechtlichen Namens- und Geschlechtszuordnung durch das 1981 verabschiedete Gesetz über die Änderung der Vornamen und die Feststellung der Geschlechtszugehörigkeit in besonderen Fällen (Transsexuellengesetz - TSG) geregelt. Es ermöglicht eine Anpassung des Vornamens und die Änderung des Geschlechtseintrages im Geburtenregister aufgrund gerichtlicher Entscheidung (§ 1, § 8 TSG) für Personen, die „sich auf Grund ihrer transsexuellen Prägung nicht mehr dem in ihrem Geburtseintrag angegebenen Geschlecht, sondern dem anderen Geschlecht als zugehörig empfindet und seit mindestens drei Jahren unter dem Zwang steht, ihren Vorstellungen entsprechend zu leben.“

#### Intersexualität
Am 10. Oktober 2017 hat das Bundesverfassungsgericht anerkannt, dass sowohl das allgemeine Persönlichkeitsrecht (Art. 2 Abs. 1, Art. 1 Abs. 1 GG) als auch der spezielle Gleichheitssatz aus Art. 3 Abs. 3 Satz 1 GG die geschlechtliche Identität derjenigen schützen, die sich dauerhaft weder dem männlichen noch dem weiblichen Geschlecht zuordnen lassen. Personen, deren Geschlechtsentwicklung gegenüber einer weiblichen oder männlichen Geschlechtsentwicklung Varianten aufweist und die sich selbst dauerhaft weder dem männlichen noch dem weiblichen Geschlecht zuordnen, müsse ein positiver Geschlechtseintrag im Personenstandsregister ermöglicht werden, der nicht „weiblich“ oder „männlich“ lautet.
Seit einer Änderung des Personenstandsgesetzes 2018 sind Personen mit Varianten der Geschlechtsentwicklung deshalb berechtigt, durch Erklärung gegenüber dem Standesamt ihren Personenstand mit der Geschlechtsangabe „divers“ eintragen zu lassen. Rechtliche Grundlage dafür sind § 22 Abs. 3 und § 45b des Personenstandsgesetzes, veranlasst durch das Gesetz zur Änderung der in das Geburtenregister einzutragenden Angaben. Die dafür vorausgesetzte Variante der Geschlechtsentwicklung ist nach höchstrichterlicher Rechtsprechung nur dann gegeben, wenn das Geschlecht nicht eindeutig anhand angeborener körperlicher Merkmale als weiblich oder männlich bestimmt werden kann. Eine lediglich empfundene Intersexualität ist hierfür nicht ausreichend.
Rechtspolitisch ist von verschiedenen Seiten geplant, das Transsexuellengesetz durch ein Selbstbestimmungsgesetz zu ersetzen. Künftig soll es eine einheitliche Regelung für alle transgeschlechtlichen sowie nicht-binären und intergeschlechtlichen Menschen geben, die ihren Geschlechtseintrag oder ihre Vornamen ändern wollen. Statt der Vorlage einer ärztlichen Bescheinigung zum Nachweis, dass eine Variante der Geschlechtsentwicklung vorliegt, soll eine Erklärung mit Eigenversicherung gegenüber dem Standesamt ausreichen.
Mit dem Gesetz zum Schutz von Kindern mit Varianten der Geschlechtsentwicklung vom 12. Mai 2021 wurde § 1631e BGB neu in das Bürgerliche Gesetzbuch eingefügt. Die elterliche Personensorge umfasst danach nicht das Recht, in die Behandlung eines nicht einwilligungsfähigen Kindes mit einer Variante der Geschlechtsentwicklung einzuwilligen oder selbst diese Behandlung durchzuführen, die allein in der Absicht erfolgt, das körperliche Erscheinungsbild des Kindes an das des männlichen oder des weiblichen Geschlechts anzugleichen. In operative Eingriffe an den inneren oder äußeren Geschlechtsmerkmalen können die Eltern nur einwilligen, wenn der Eingriff nicht bis zu einer selbstbestimmten Entscheidung des Kindes aufgeschoben werden kann. Neben dem Schutz der körperlichen Integrität des Kindes mit einer Variante der Geschlechtsentwicklung zielt die Regelung in erster Linie darauf, das Recht des Kindes auf geschlechtliche Selbstbestimmung zu schützen.

### Österreich

#### Transsexualität
Eine Änderung des Namens- und des Geschlechtseintrags transsexueller Personen nach dem Namensänderungsgesetz setzt nach ständiger Rechtsprechung des Verwaltungsgerichtshofs voraus, dass sich am Zugehörigkeitsempfinden zum anderen Geschlecht nichts mehr ändern wird und die betreffende Person als Angehörige des Geschlechts anzusehen ist, das ihrem äußeren Erscheinungsbild entspricht. Sollte diese Voraussetzung gegeben sein, hat die Personenstandsbehörde die Beurkundung des Geschlechts im Geburtenbuch zu ändern, weil sie nach der Eintragung unrichtig geworden ist.
Eine geschlechtsangleichende Operation ist für eine Änderung des Geschlechts aber keine Voraussetzung.

#### Intersexualität
Zu den allgemeinen Personenstandsdaten gehört in Österreich auch das Geschlecht (§ 2 Abs. 2 Z 3 PStG 2013). Da das Gesetz das Personenstandsdatum „Geschlecht“ aber nicht näher konkretisiere, gibt es nach Ansicht des Verfassungsgerichtshofs auch keine Beschränkung ausschließlich auf „männlich“ oder „weiblich“ vor. Bei europarechtskonformer Auslegung ergebe sich aus dem Recht auf Achtung des Privat- und Familienlebens gem. Art. 8 der Europäischen Menschenrechtskonvention (EMRK) das Recht auf individuelle Geschlechtsidentität, wonach Menschen nur jene Geschlechtszuschreibungen durch staatliche Regelung akzeptieren müssen, die ihrer Geschlechtsidentität entsprechen. Für die Eintragung der Geschlechtskategorie in das Zentrale Personenstandsregister stehen daher auch ohne ausdrückliche gesetzliche Vorgabe die Begriffe „divers“, „inter“ oder „offen“ zur Verfügung. Es ist auch eine Streichung des Geschlechtseintrags möglich.
Da dieses Recht nur intersexuellen Personen nach fachärztlicher Begutachtung zusteht, sehen Genderaktivisten weiteren Handlungsbedarf.

### Schweiz
In der Schweiz kann seit einer Revision des Zivilgesetzbuches zum 1. Januar 2022 die Änderung des Geschlechtseintrages von jeder Person direkt auf dem Zivilstandsamt beantragt werden (Art. 30b ZGB). Eine medizinische Bestätigung der Transidentität ist nicht mehr nötig. Die erklärende Person kann zugleich einen oder mehrere neue Vornamen in das Personenstandsregister eintragen lassen.
Einzige Voraussetzung ist die feste innerliche Überzeugung der antragsstellenden Person, nicht dem im Personenstandsregister eingetragenen Geschlecht zuzugehören. Missbräuchliche oder leichtsinnige Erklärungen zur Änderung des Geschlechts werden abgelehnt. Solche Erklärungen zeitigen keine Rechtswirkung und sind strafbar. Unter 16-Jährige sind auf die Zustimmung ihrer gesetzlichen Vertretung angewiesen. An der binären Geschlechterordnung (männlich/weiblich) ändert sich dadurch aber nichts. Weiterhin kann nur das männliche oder das weibliche Geschlecht im Personenstandsregister eingetragen werden. Seit der Gesetzesänderung haben mehr als 100 Personen eine Änderung ihres amtlich registrierten Geschlechts beantragt.
Die Einführung einer dritten Geschlechtskategorie oder der gänzliche Verzicht auf die Eintragung des Geschlechts sind Gegenstand eines Berichts, den der Bundesrat in Erfüllung von Postulaten zweier Mitglieder des Schweizer Nationalrats erarbeitet. Der Bundesrat kam in seinem Bericht zum Schluss, keinen dritten Geschlechtseintrag einführen zu wollen, was von verschiedenen Seiten kritisiert wurde. Gegen diesen Entscheid fanden bisher zwei Demonstrationen statt, welche vom Kollektiv "We Exist" veranstaltet wurden.

### Dänemark
In Dänemark wurde 2014 ein Antidiskriminierungsgesetz beschlossen, das die Anerkennung einer vom Geburtsgeschlecht abweichenden Geschlechtsidentität ohne medizinische Gutachten vorsieht. Einzige formale Voraussetzung für eine Personenstandsänderung ist der zum Ausdruck gebrachte Wille und die Volljährigkeit der antragsstellenden Person.

### Malta
Auf Malta ermöglicht das 2015 einstimmig angenommene Gesetz über Geschlechtsidentität, Geschlechtsausdruck und Geschlechtsmerkmale eine rechtliche Anerkennung der Geschlechtsidentität ohne medizinische Diagnose, Behandlung oder Operationen. Zwangsscheidungen wurden abgeschafft und operative Eingriffe an intersexuellen Babys oder Kindern verboten.

### Norwegen
Norwegen verlangte bis Juli 2016 eine Sterilisation für die Änderung des Geschlechtseintrags. Seitdem kann man sein Geschlecht ohne medizinische oder andere Voraussetzungen ändern, allerdings stehen nur die Optionen Mann oder Frau zur Wahl, so dass intersexuelle und non-binäre Individuen keine eigene Kategorie zur Verfügung haben. Ein Recht auf medizinische Verfahren zur Geschlechtsangleichung ist nicht impliziert.

### Luxemburg
In Luxemburg beschloss das Parlament 2018 mit 57 von 60 Stimmen ein Gesetz, das es Intersexuellen und trans Personen ermöglicht, Namen und Personenstand ohne ärztliches Attest, medizinische Eingriffe oder Hormonbehandlungen zu ändern.

### Belgien
Seit dem 1. Januar 2018 ist in Belgien für eine Änderung des Geschlechts und des Vornamens keine medizinische Diagnose mehr notwendig. Das Mindestalter ist 16 Jahre. Unter 18-Jährige benötigen die Zustimmung der Erziehungsberechtigten und die Bestätigung eines Psychiaters, dass sie die Entscheidung verstehen und aus freiem Willen getroffen haben.

### Portugal
In Portugal beschloss 2018 das Parlament ein Selbstbestimmungsgesetz, das es Personen ab 16 Jahren erlaubt, ihr rechtlich anerkanntes Geschlecht und ihren Vornamen selbstbestimmt zu ändern. Unter 18-Jährige benötigen die Zustimmung der Erziehungsberechtigten und die Bestätigung eines Mediziners, dass sie die Entscheidung verstehen und aus freiem Willen getroffen haben.

### Spanien
In Spanien beschloss Dezember 2022 die Abgeordnetenkammer des Parlaments ein Selbstbestimmungsgesetz, das es Personen ab 16 Jahren erlaubt, ihr rechtlich anerkanntes Geschlecht und ihren Vornamen selbstbestimmt zu ändern. Für die Änderung des Eintrags auf dem Personalausweis und weiteren Dokumenten entfällt die bisherige Notwendigkeit einer medizinischen Diagnose oder des Beginns einer Hormontherapie.

### Finnland
In Finnland trat am 3. April 2023 ein Selbstbestimmungsgesetz in Kraft, das Personen ab 18 Jahren erlaubt, ohne medizinische Diagnose ihren Geschlechtseintrag zu ändern.

### Schweden
In Schweden beschloss das Parlament am 17. April 2024 ein Selbstbestimmungsgesetz, das Personen ab 18 Jahren erlaubt, ohne der medizinischen Diagnose Geschlechtsdysphorie, ihren Geschlechtseintrag zu ändern. Für Minderjährige ab 16 Jahren ist die Zustimmung eines Arztes und eines Erziehungsberechtigten notwendig.

### Island
In Island verabschiedete das Alþingi am 18. Juni 2019 ein Gesetz, das es Erwachsenen über 18 Jahren erlaubt, ohne medizinische Diagnose und/oder Transitionsbehandlung ihren Geschlechtseintrag zu ändern. Dabei kann zwischen Mann, Frau und „X“ für alle anderen Gender ausgewählt werden. Minderjährige dürfen ihren Wunsch dem Staat gegenüber äußern, sind aber von der Zustimmung der Eltern abhängig; wird diese verweigert, kann ein Expertengremium angerufen werden. Das Gesetz wurde mit 45 Ja-Stimmen und 3 Enthaltungen bei 15 nicht anwesenden Abgeordneten einstimmig angenommen; alle Enthaltungen kamen aus den Reihen der Zentrumspartei. Auch in der Zivilgesellschaft war das Gesetz weitgehend unumstritten und wurde von Frauenrechtsgruppen unterstützt. Bereits zuvor wurden Transfrauen in Frauenräumen wie Frauengefängnissen oder Frauentoiletten toleriert.

### Republik Irland
Irland erlaubte 2015 als viertes Land die Selbstidentifikation via einfacher Deklaration.

### Schottland
In Schottland wurde am 22. Dezember 2022 ein Gesetz aufgehoben, das eine psychiatrische Diagnose als Voraussetzung für einen Antrag auf ein Geschlechtsanerkennungszertifikat verlangte. Die Mindestverweildauer im legalen Geschlecht verkürzte dadurch sich von zwei Jahren auf sechs Monate (inklusive zusätzlicher Bedenkzeit). Das Mindestalter für die Geschlechtsumwandlung wurde von 18 auf 16 Jahre herabgesetzt. Obwohl das Gesetz nicht in Kraft trat, wurde ein verurteilter Vergewaltiger, der nach den Taten angab, trans zu sein, in einem Frauengefängnis untergebracht. Dies wurde breit kritisiert und die Person kurz darauf aus dem Gefängnis wieder entfernt.

### Vereinigte Staaten
Die meisten Regelungen zur Geschlechteridentifikation werden in den USA auf der Ebene der Bundesstaaten entschieden. Ab Juli 2021 konnte der Geschlechtseintrag beim amerikanischen Pass frei gewählt werden. Davor hatte nur Mann und Frau zur Auswahl gestanden, ab 11. April 2022 konnte „x“ als dritte Kategorie gewählt werden. Im Januar 2025 unterzeichnete Präsident Trump jedoch ein Dekret, dass die USA für offizielle Dokumente nur noch zwei Geschlechter, männlich und weiblich, akzeptieren dürfe, sowie dass das Geschlecht bei der Befruchtung festgelegt wird. Effektiv werden damit geschlechtliche Transitionen und die Existenz nicht-binärer Geschlechteridentitäten verleugnet.

#### Kalifornien
In Kalifornien gilt geschlechtliche Selbstbestimmung seit Anfang 2018. Medizinische Eingriffe oder Gutachten sind zum Geschlechtswechsel nicht erforderlich. Es muss eine eidesstattliche Erklärung vorgelegt werden, in der versichert wird, dass die Änderung nicht aus missbräuchlichen Gründen erfolgt.

### Argentinien
Argentinien vereinfachte als einer der ersten Staaten die Änderung des Geschlechtseintrags. Am 9. Mai 2012 verabschiedete der Senado de la Nación Argentina mit 55 Ja-Stimmen und ohne Gegenstimme das Gesetz zur Genderidentität, welches Erwachsenen gestattet, ihren Geschlechtseintrag ohne weitere Bedingungen schriftlich zu ändern.